# Chant IV de l'Enfer
Le Chant IV de l'Enfer est le quatrième chant de l'Enfer de la  Divine Comédie du poète florentin Dante Alighieri.  Il se déroule dans le premier cercle, à savoir les Limbes où se trouvent les vertueux non baptisés ; nous sommes dans la nuit du 8 au 9 avril 1300 (samedi saint), ou selon d'autres commentateurs entre le 25 et le 26 mars 1300.

## Thèmes et contenus

### Limbes: versets 1-63

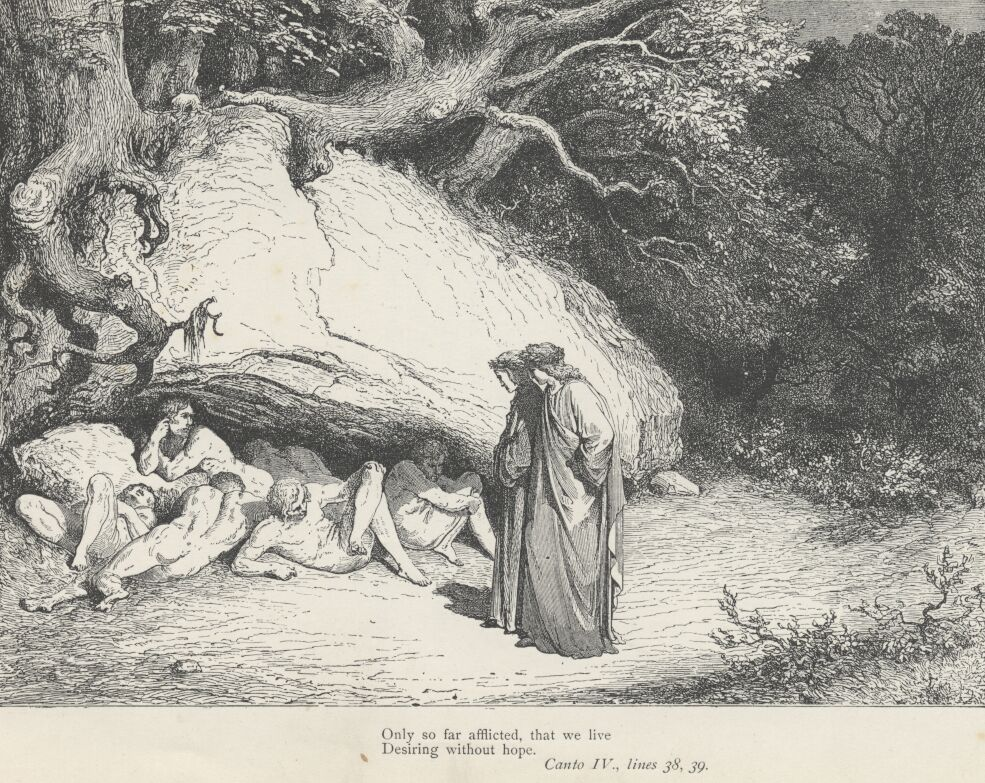
Les « non baptisés ».

Après l'évanouissement de Dante provoqué par un éclair vermillon devant l'Achéron, le poète se réveille au début du nouveau Chant au son du tonnerre apporté surnaturellement de l'autre côté du fleuve : avec cet événement prodigieux, il surmonte l'obstacle de la condition de Charon de ne jamais laisser âme qui vive monter sur son bateau.
Dante se sentit réconforté, regarda autour de lui et se rendit compte qu'il était sur la nouvelle rive des troubles sans fin, c'est-à-dire des lamentations éternelles. L'air était sombre, profond et brumeux, et il avait beau essayer d'apercevoir avec ses yeux, il ne voyait rien de particulier : c'est l'obscurité de l'enfer, où le soleil ne bat jamais. Virgile appelle ce lieu le « monde des aveugles », et se met en route, Dante le suit.
Virgile, est tout terne et Dante, inquiet de cette coloration, en demande la raison : Virgile explique que cela est dû à son angoisse ( « tristesse » ) de devoir entrer en Enfer, et en particulier, bien qu'il ne le précise pas, dans les Limbes, lieu de son châtiment.
Ils entrent ainsi dans le premier cercle et Dante enregistre immédiatement un fait auditif : il n'entend pas de pleurs mais seulement des soupirs, qui font trembler l'air éternel, à cause de la douleur qui n'est pas causée par la punition physique (martyrs), dans cette foule composés d'enfants, de femmes et de « viri ».
Il s'agit des Limbes, du latin limbus, où sont gardés ceux qui n'ont pas péché, à l'exception du péché originel de ne pas avoir été baptisés : il y a donc des enfants mort-nés, des justes nés avant la venue du Christ et ceux qui, pour diverses raisons, n'ont pas pu connaître son message  ; en outre, les Juifs y étaient gardés en attendant la venue du Christ, qui ont été libérés par Jésus lors de sa descente aux Enfers. Ainsi, contrairement à la doctrine des Pères de l'Église, en particulier celle de saint Thomas d'Aquin, qui affirmait que seuls les enfants morts sans avoir été baptisés résidaient dans les limbes, Dante raconte que tous les justes non baptisés y étaient aussi.
Virgile commence alors à expliquer qu'il y a ceux qui n'ont pas péché mais qui, malgré tous leurs mérites (mercedi), n'ont pas été baptisés vers la porte de la foi : Virgile lui-même est parmi ceux-ci et se sent perdu comme les autres parce que sanza speme vivemo in disio, c'est-à-dire qu'il doit vivre sans espoir de voir Dieu, dans un désir et un regret continus.
Dante est touché par cette confession et demande à Virgile si quelqu'un est déjà sorti de là par ses mérites et a été placé parmi les bienheureux ; Virgile raconte alors comment, alors qu'il se trouvait récemment dans cet état, il a vu venir le Christ (jamais mentionné dans l'Enfer et ici cité comme un puissant, / couronné d'un signe de victoire, / un haut facteur, / l'ennemi de tout mal), qui a enlevé les Juifs de l'Ancien Testament, en particulier tous ceux qui se sont confiés entre les mains de Dieu (Abraham, Noé, Moïse... etc). Cet épisode est tiré de l'Évangile de Nicodème.
Virgile énumère :
- Adam (le premier parent)
- Abel
- Moïse
- Noé
- Abraham
- Le roi David
- Jacob (appelé Israël)
- Isaac (père de Jacob)
- Les douze fils de Jacob
- Rachel
- Beaucoup d'autres (c'est-à-dire tous ceux qui ont cru à la venue du Christ).

Ils ont été les premiers hommes à être sauvés, explique Virgile.

### Les Grands Poètes anciens: versets 64-105

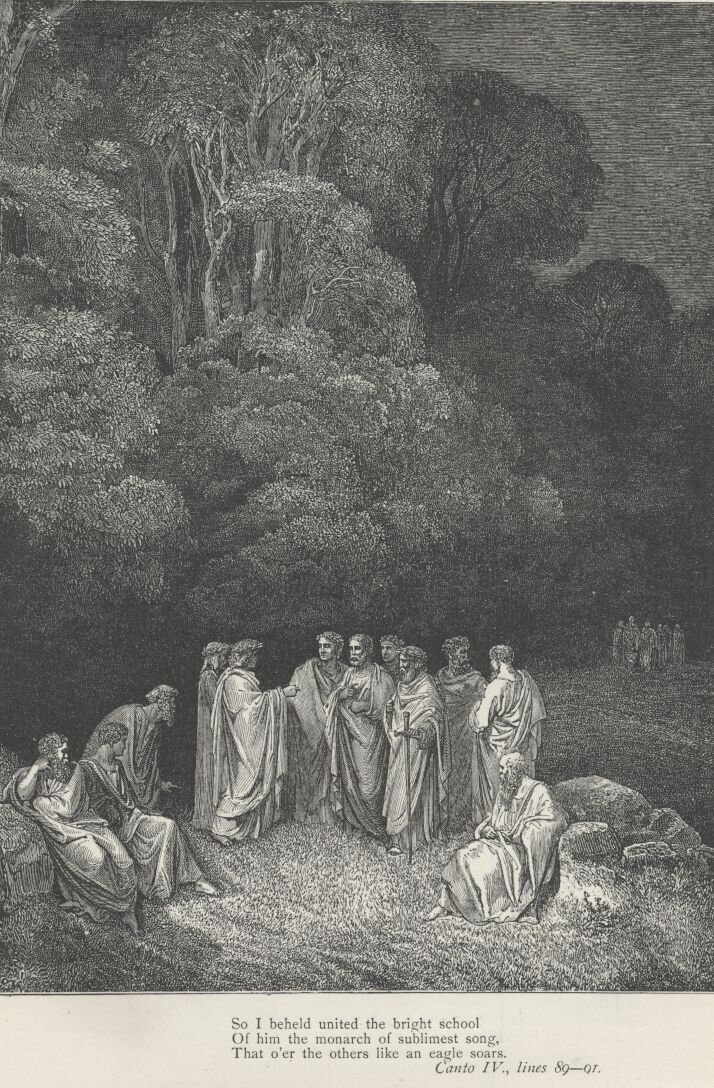
Dante rencontre les Grands Poètes antiques. Illustration de Gustave Doré.

Alors que deux poètes bavards traversent la forêt, comprise comme une forêt d'esprits, explique Dante, il remarque un feu surmontant l'obscurité, illuminant ce cercle, de sorte qu'il peut déjà entrevoir les « orrevol » (honorables, dignes d'honneurs) qui y étaient installés : dans les tercets suivants, le mot «  honneur »  avec ses dérivés revient pas moins de huit fois et constitue le concept clé de la description.
Dante demande à Virgile, l'âme qui honore la science et l'art, qui sont ceux qui sont séparés du reste du cercle par tant d'honneur, et il répond que ce sont ceux à qui la renommée honorable, c'est-à-dire le nom digne de gloire dans la vie, a acquis dans le ciel une grâce telle qu'elle les privilégie même ici.
Une voix s'élève alors : « Honorez le très haut poète ; / son ombre revient, qui était partie »  ; paroles qui se réfèrent à Virgile et qui sont prononcées par l'une des quatre ombres que Dante voit s'approcher d'eux, avec des traits ni tristes ni joyeux et cela non pas parce qu'elles ne souffrent pas elles aussi du vain désir de voir Dieu, mais parce que, étant privilégiées, elles ne manifestent pas leur souffrance. Virgile fait les présentations avant qu'ils ne s'approchent : le premier, l'épée à la main, est Homère le poète souverain et poète épique, d'où l'épée , suivi d'Horace le satyre (des Sermones et des Épîtres), d'Ovide et de Lucan. Virgile explique qu'ils sont tous poètes et c'est pourquoi ils l'ont loué d'une seule voix, c'est-à-dire en chœur.
Dante rejoint ce groupe mené par le segnor de l'altissimo canto après avoir été salué et accueilli parmi eux avec le sourire de Virgile ; ils l'acceptent dans leurs rangs, ce qui pour Dante être le sixième d'une compagnie aussi importante était le plus grand honneur. Dante reconnaît alors sa descendance directe des classiques, mais, sans utiliser la modestie, qu'il voyait comme une qualité des hommes modestes, c'est-à-dire médiocres, il rejoint volontiers cette compagnie.
Le groupe se dirige ensuite vers la lumière, en disant des choses que l tacere è bello quanto era bello chiacchierare laggiù (se taire est aussi bon qu'il était bon de bavarder là-bas) : Dante ne s'attarde pas à raconter la conversation.

### Le Château des Grands Esprits: versets 106-151

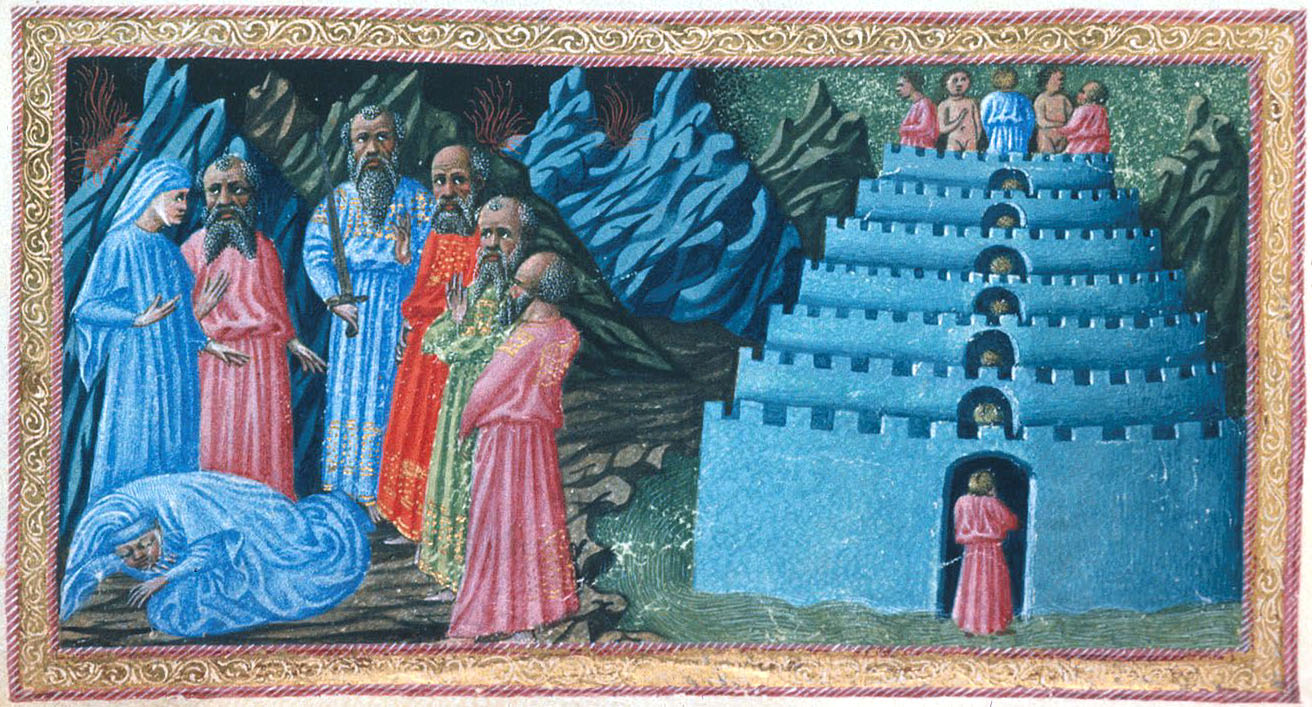
Illustration au Chant IV, Priamo della Quercia (XVe siècle)

Ils arrivent ainsi au pied d'un noble château, avec sept cercles de murs et un fossé avec une belle petite rivière ; ils le traversent en marchant dessus comme sur une terre dure, puis passent sept portes pour arriver à une prairie avec une végétation fraîche : on a beaucoup écrit sur l'interprétation de ces nombres symboliques sans toutefois trouver une solution indiscutable. Comme les Champs Elysées de Virgile, le château représente très probablement la noblesse humaine, fondée sur les quatre vertus morales (prudence, justice, force et tempérance) combinées aux trois vertus intellectuelles (intelligence, science et sagesse) ; les vertus théologiques sont exclues, les seules qui manquent à ces âmes ; ou bien les sept portes sont les arts libéraux et le château représente la science ; ou encore le château de la philosophie avec ses sept branches. Quant au fleuve, il serait un obstacle à la noblesse, facilement franchi par les poètes, qui pourrait représenter les biens terrestres ou la vanité ou autre. La lumière qui entoure le château est un symbole de la connaissance.

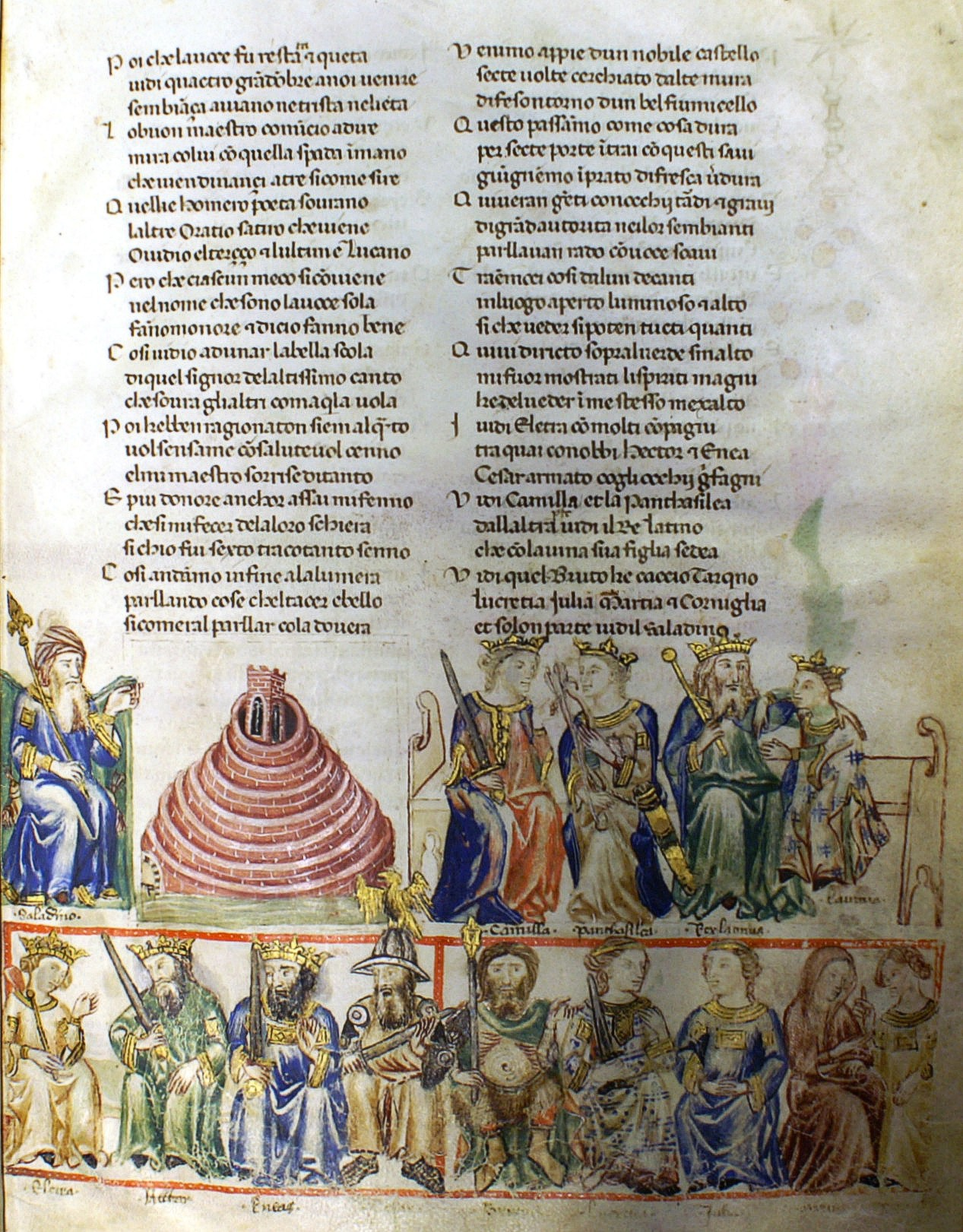
Les spiriti magni, page du Codex Altonensis

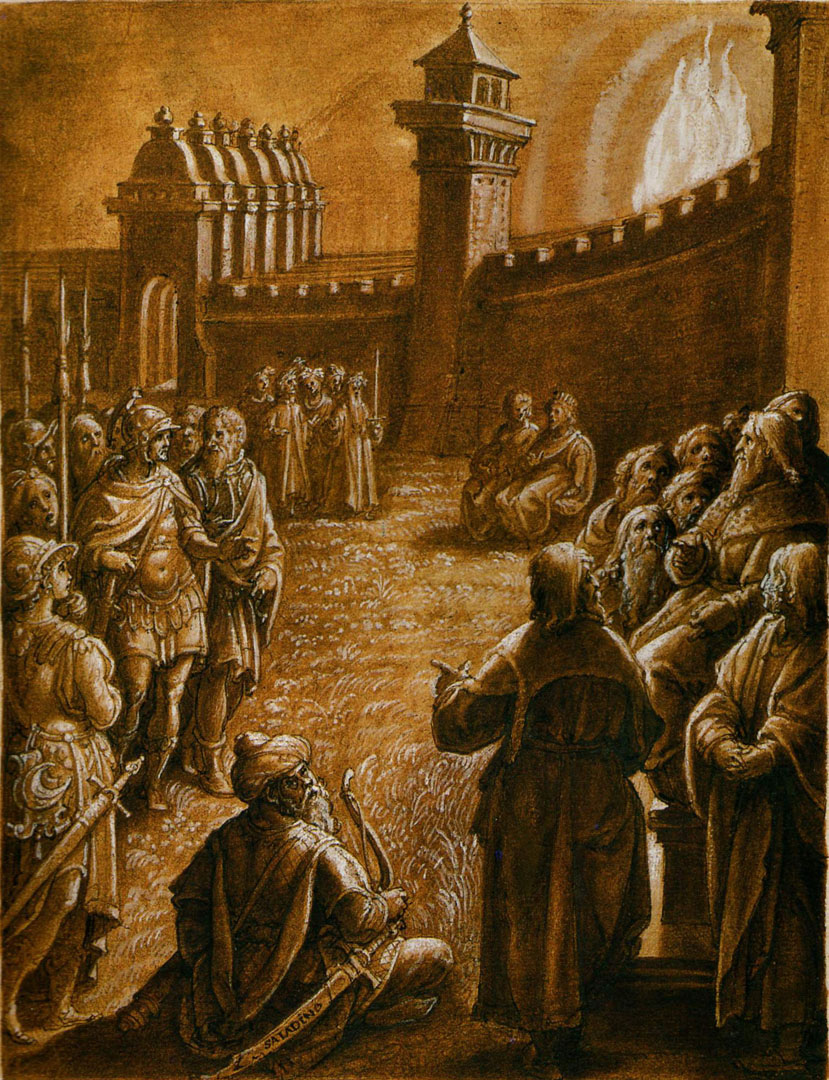
Chant IV, Giovanni Stradano, 1587

Le château est entouré de sept murs, sept fois encerclés par de hauts murs. Le chiffre sept a deux interprétations symboliques différentes. La première se réfère aux sept vertus du bon chrétien : prudence, justice, force, tempérance (vertus également du bon citoyen), foi, espérance et charité (vertus théologales). La seconde fait référence aux matières qui étaient étudiées à l'époque : la grammaire, la dialectique, la rhétorique (également appelée trivium), la musique, l'arithmétique, la géométrie et l'astronomie (appelée quadrivium).
Dans le château, il y a des gens qui expriment l'autorité, dont le regard est grave et digne, qui parlent rarement et quand ils le font, ils ont une voix douce. Dante et les autres sortent  et montent sur une colline verdoyante d'où l'on peut voir tous les habitants du château. Commence alors l'énumération des esprits magiques.
Dante énumère d'abord des Troyens, dont descendent les Romains, un peuple privilégié par Dieu parce qu'il a fondé Rome, qui sera le « caput mundi » à travers la papauté. Ce sont :
- Électre, génitrice des Troyens, avec de nombreux compagnons dont
- Hector
- Énée
- César armé et au regard menaçant (griffons)

Puis deux vierges guerrières virgiliennes :
- Camille
- Penthésilée

Pour continuer avec l'histoire romaine, mythologique ou réelle, il y en a :
- Le roi Latinus
- Lavinia
- Lucius Junius Brutus
- Lucrece
- Julia
- Marcia
- Cornelia

Isolé, car issu d'une civilisation différente, se tient le commandant musulman :
- Saladin

Après les nobles de l'action, selon certains critiques, viennent les nobles de la pensée, à savoir les philosophes :
- Aristote, surnommé « le maître de ceux qui savent », assis parmi les philosophes.
- Socrate
- Platon (ce dernier étant en avance sur les autres parce qu'il est plus important)
- Démocrite (qui met le monde au hasard)
- Diogène le Cynique (l'attribution n'est pas certaine)
- Anaxagore
- Thales
- Empédocle
- Héraclite
- Zénon (on ne sait pas lequel) ; suivi par un naturaliste
- Dioscoride

Et encore des poètes et des écrivains :
- Orphée
- Cicéron (Tulio)
- Linos
- Sénèque

Mathématiciens et astronomes
- Euclide
- Ptolémée

Les médecins :
- Hippocrate
- Avicenne
- Galien

Enfin, le commentateur d'Aristote :
- Averroès (troisième personnage musulman de la série :  Averroìs che 'l gran commento feo)

Dante termine en disant qu'il ne peut pas tous les dépeindre (il a déjà consacré neuf tercets à cette liste), parce qu'il est pressé par le long thème, c'est-à-dire le long voyage à raconter, qui l'amènera souvent à négliger certaines choses qui « se sont passées ». La compagnie des six se divise donc en deux : Dante et Virgile partent chacun de leur côté, hors du calme de l'air tremblant (pour les soupirs, comme mentionné au début du Chant) et hors de la lumière.